# Сандомежко войводство (Жечпосполита)
Сандомежкото войводство (на полски: Województwo sandomierskie, на латински: Palatinatus Sandomirensis) е административно-териториална единица в състава на Полското кралство и Жечпосполита. Административен център е град Сандомеж.
Войводството е организирано през XIV век чрез преобразуване на Сандомежкото княжество. Към 1676 година административно е поделено на шест повята – Сандомежки, Вишлицки, Хенчински, Опочински, Стенжицки, Пилзненски и Радомската земя. В Сейма на Жечпосполита е представено от девет сенатори и седем депутати.
При първата подялба на Жечпосполита (1772) южната част на войводството с градовете Тарнов и Пилзно е анексирана от Хабсбургската държава, а при третата подялба и останалата му територия е анексирана от хабсбургите.